# Souleymane Diamanka
Souleymane Diamanka est un poète-slameur et acteur sénégalais, né le 27 janvier 1974 à Dakar.

## Biographie
Né le 27 janvier 1974 à Dakar au Sénégal, Souleymane Diamanka grandit dans la ville de Bordeaux où il apprend la langue française à l'école et la langue peule à la maison. Durant l'adolescence, Souleymane Diamanka intègre le groupe de hip hop Djangu Gandhal avec lequel il effectue en 1991, au festival du Printemps de Bourges, les premières parties du groupe NTM. Il découvre le slam au sein du collectif 129H puis il déclame de la poésie à l'Union Bar du quartier de Ménilmontant à Paris. Il sort son premier album en 2007.

### L'Hiver peul(2007)
Repéré par des producteurs grâce à sa page Myspace[source secondaire souhaitée], il publie en 2007 son premier album chez Barclay / Universal Music France : L'Hiver peul. Poète à la voix grave, il s'introduit dans la tradition des griots de l'Afrique de l'Ouest pour commencer son album composé de 16 titres :

« Je m’appelle Souleymane Diamanka dit Duajaabi

Jeneba

Fils de Boubacar Diamanka dit Kanta Lombi

Petit-fils de Maakaly Diamanka dit Mamadou Tenen(g)

Arrière-petit-fils de Demba Diamanka dit Len(g)el Nyaama

Et cætera et cætera… »

Il invite des artistes émergents aux styles divers, tels que Grand Corps Malade, Kayna Samet. Les musiques sont habillées de peu de notes, et les sonorités renvoient à l'appel des instruments traditionnels africains et aux battements du jazz américain. Le style d'écriture est travaillé, riche en figures de style, mêlés d'assonances, de palindromes, de rimes et holorimes et de calembours finement ciselés. Avec une voix grave, il aborde des thèmes tels que la mort, la solitude, l'immigration ou l'héritage familial, culturel et patrimonial. Les poèmes de cet album font une partie du récit Habitant de nulle part, originaire de partout, publié en 2021 par les Éditions Points[source insuffisante].

### Être humain autrement(2016)
En 2015, après avoir effectué un détour par Addis-Abeba, le poète oral s’installe à Dakar où il écrit, compose, mixe et produit son second album, Être humain autrement, qu'il publie en indépendant sur son site Internet. Comme sur son précédent album, il reprend des chants traditionnels et des contes enregistrés par son père sur des vieilles cassettes audios[réf. nécessaire]. Cet album est une invitation au voyage, au rêve, comme porté par l'optimisme des dictons et des proverbes peuls, extraits des archives familiales. Souleymane Diamanka collabore sur cet album, enregistré dans le Fouladou en Haute-Casamance, avec le musicien américain Kenny Allen qui vit en Éthiopie. Sur ce disque, les genres et les langues s'entremêlent, passant des chants peuls au hip-hop puis à la valse, et ses influences poétiques et musicales s'élargissent à des artistes d'horizons variés, comme Jean Gabin, Amadou Hampâté Bâ et Louis Aragon.

## Discographie

### Albums studio
- 2007 : L'Hiver peul
- 2016 : Être humain autrement

### Singles
- 2014: Le Vœu exaucé de Djeneba

### Albums live
- 2015 : Live @ Hall Tony Garnier

### Participation
- 2012 : Black Bazar, album de Modogo Abarambwa et Sam Tshintu

## Filmographie
Sauf indication contraire, les informations mentionnées dans cette section peuvent être confirmées par la base de données cinématographiques IMDb,  présente dans la section « Liens externes ».

### Comme acteur-interprète

#### Fictions
- 2011 : Case départ de Thomas Ngijol, Fabrice Éboué et Lionel Steketee : Hamadou
- 2011 : Hasaki Ya Suda - Les Sabres (court métrage) de Cédric Ido : le père de Shandaru
- 2015 : Rêves de lions (court métrage) d'Ange-Régis Hounkpatin : Amir

#### Documentaires
- 2008 : Traits Portraits de Jérôme Thomas[10]
- 2011 : Les Enfants d'Hampâté Bâ d'Emmanuelle Villard[11]
- 2017 : Les poètes sont encore vivants de Xavier Gayant[12]

### Autres
- 2001 : Les Visiteurs en Amérique de Jean-Marie Poiré - parolier de la chanson Princesse nubienne

## Théâtre

### Comme comédien
- 2014 : Lac des cygnes, chorégraphie d'Ibrahima Sissoko
- 2016 : Lam Dyali d'Ablaye Cissoko et Beñat Achiary

### Comme auteur
- 2018 : Songes, mise en scène de Florence Lavaud[13]
- 2020 : Création partagée de Souleymane Diamanka et Fafiole Palassio en collaboration avec Le Petit Théâtre de Pain[11]

## Publications
- 2007 : J’écris en français dans une langue étrangère, co-écrit avec John Banzaï, éditions Complicités [14]
- 2013 : IntranQu'Îllités no 2, ouvrage collectif sous la direction de James Noël et Pascale Monnin, éditions Passagers des Vents [15]
- 2013 : Il fait un temps de poème, ouvrage collectif sous la direction d'Yvon Le Men et Francis Goeller, éditions Filigranes[16]
- 2014 : Écrire à voix haute, livre sur l’oralité co-écrit avec le linguiste Julien Barret, éditions L'Harmattan[17]
- 2021: Habitant de nulle part, originaire de partout, Éditions Points[5]
- 2023 : De la plume et de l'épée, Éditions Points[18]

## Distinctions
- Lauréat poésie 2023 du Prix littéraire des lycéens de la Région Île-de-France pour son œuvre De la plume et de l'épée[19].